# Macerio lanin
Macerio lanin is een spinnensoort uit de familie van de Cheiracanthiidae.
De wetenschappelijke naam van de soort werd in 1997 gepubliceerd door Alexandre Bragio Bonaldo & Antonio Domingos Brescovit.